# Hornön, Örnsköldsviks kommun
Hornön är en by på halvön med samma namn, belägen i Idbyfjärden utanför Örnsköldsvik. Från 2015 avgränsar SCB här en småort.